# Physetica prionistis
Physetica prionistis är en fjärilsart som beskrevs av Edward Meyrick 1887. Physetica prionistis ingår i släktet Physetica och familjen nattflyn. Inga underarter finns listade i Catalogue of Life.